# Référendum colombien de 2018
Un  référendum d'origine populaire a lieu le 26 août 2018 en Colombie. La population est amenée à se prononcer sur sept mesures destinées à lutter contre la corruption dans le secteur public.
Comme attendu, le oui l'emporte à une très large majorité pour l'ensemble des propositions, les opposants ayant appelé à l'abstention afin de faire chuter la participation en deçà du quorum d'un tiers des votants. Devenu le véritable enjeu du scrutin, le taux de participation manque finalement de peu le quorum, avec en moyenne 31 % des inscrits ayant voté. Malgré les résultats positifs, aucun des projets de loi n'est ainsi validé comme légalement contraignant. Les partisans des sept mesures ainsi que le président Iván Duque soulignent néanmoins l'ampleur du Oui au sein la population, et annoncent leur intention de faire passer tout ou partie des projets de loi par voie parlementaire.

## Cadre constitutionnel
Les articles 103 et 104 de la constitution colombienne de 1991 font du référendum un moyen d'expression de la souveraineté du peuple, au résultat légalement contraignant. L'article 155 permet ainsi à un projet de loi d'être porté au parlement s'il réunit les signatures d'au moins 5 % des électeurs inscrits sur les listes électorales. Le parlement peut alors l'adopter, le rejeter, ou décider de le soumettre à référendum. Un porte-parole peut être désigné pour être entendu par le parlement à n'importe quelle étape du processus.
Si les autorités décident de la tenue d'un référendum, seul le vote favorable du Sénat est obligatoire au niveau parlementaire — sans qu'il soit nécessaire de consulter la Chambre des représentants —, ainsi que la décision favorable du président de la Colombie approuvée en conseil des ministres.
Le projet de loi est alors proposé au vote de la population à une date différente de tout autre scrutin électoral. Le scrutin est soumis à l'article 41 de la loi électorale, qui impose une participation minimale d'un tiers des inscrits pour que le résultat, approuvé ou rejeté à la majorité absolue (50 % +1) des voix,, soit déclaré valide,.

## Étapes du projet
À la suite d'une campagne de collecte de signatures intitulée « Consultation populaire anti-corruption » (Consulta Popular Anticorrupción), lancée par les sénateurs Claudia López et Angélica Lozano de l'Alliance verte, 4 236 682 signatures sont recueillis du 24 janvier au 26 juillet 2017 pour la mise en place de sept changements législatifs ayant trait à la lutte contre la corruption.
Le projet est porté à l'autorité électorale colombienne, dite Registre national de l'état civil (Registraduria Nacional del Estado Civil), qui déclare valides 3 092 238 d’entre elles le 17 septembre 2017. Le quorum de 5 % des inscrits, alors fixé à 1 762 083 est ainsi largement franchi. En accord avec l'article 104 de la constitution, le Sénat vote seul le projet de loi le 5 juin 2018, et l'approuve à l'unanimité par 84 voix pour, 0 contre et 24 abstentions. Le président Juan Manuel Santos signe dix jours plus tard le décret no 1028/2018 organisant la consultation populaire,.

## Objet

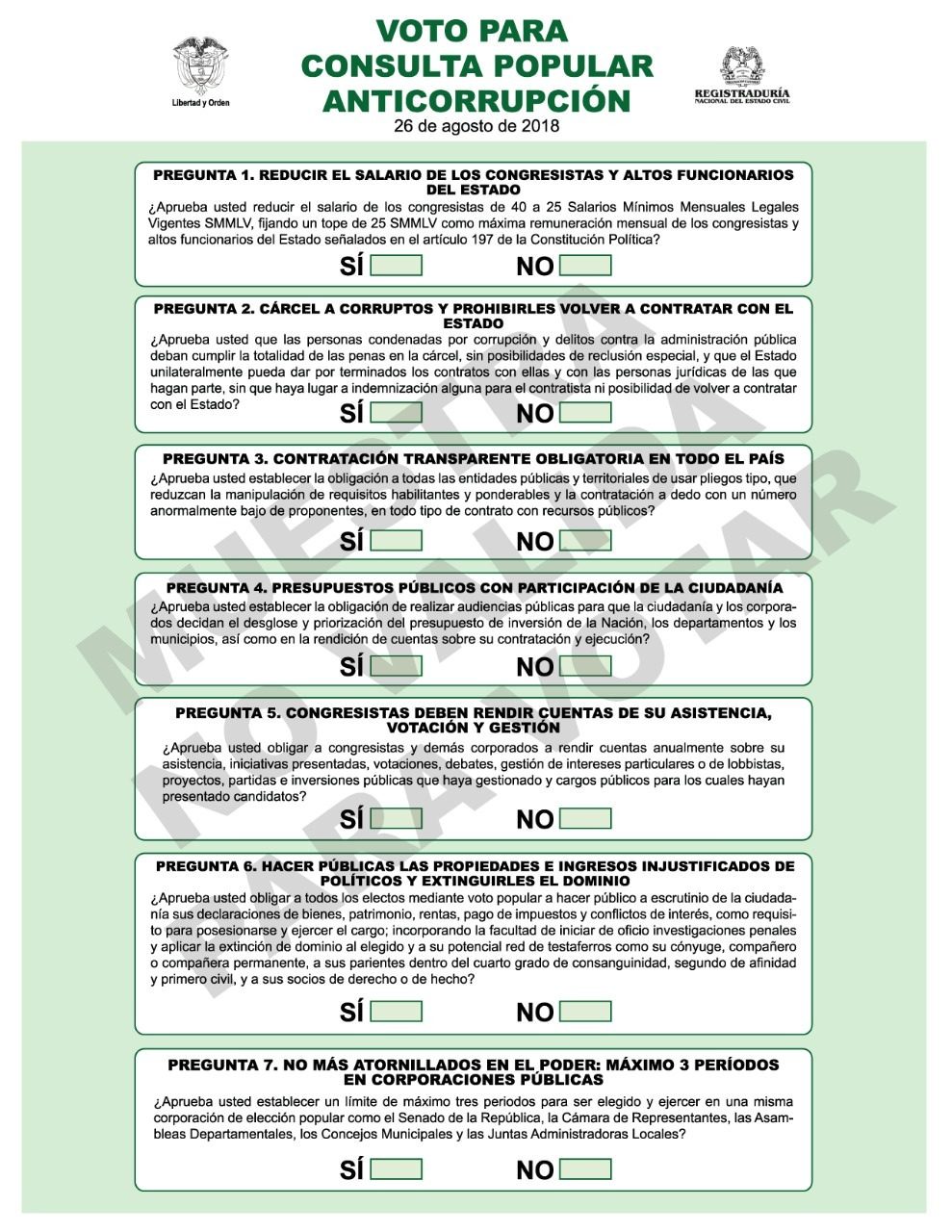
Exemplaire du bulletin de vote

Dans le but affirmé de lutter contre la corruption, l’initiative citoyenne demande à la population de se prononcer sur sept projets de loi, :
1) Réduire le salaire maximum des députés et hauts fonctionnaires en le faisant passer de 40 à 25 salaires minimum mensuel.

« Approuvez-vous la réduction du salaire des congressistes de 40 à 25 fois le salaire minimal légal mensuel en vigueur (SMLMV), fixant un maximum de 25 SMLMV comme rémunération mensuelle maximale des congressistes et des hauts fonctionnaires de l'État mentionnés dans l'article 197 de la Constitution politique ? »

2) Interdire la libération conditionnelle pour les détenus condamnés à de la prison ferme pour corruption, et permettre à l'État de mettre fin aux contrats passés avec eux sans indemnisation.

« Approuvez-vous que les personnes condamnées pour corruption et délit contre l'administration publique doivent purger la totalité de leur peine en prison, sans possibilité de réclusion spéciale, et que l'État puisse unilatéralement déclarer terminés les contrats avec elles et avec les personnes juridiques dont elles font partie, sans qu'il y ait lieu à quelque indemnisation que ce soit pour le contratista ni possibilité de recontratar avec l'État ? »

3) Rendre obligatoire le recours au marché public pour toutes les administrations.

« Approuvez-vous que soit établie l'obligation à toutes les entités publiques et territoriales d'utiliser pliegos tipo, qui réduisent la manipulation de requisitos habilitantes y ponderables y la contratación a dedo con un número anormalmente bajo de proponentes, en todo tipo de contrato con recursos públicos? »

4) Rendre obligatoire les audits publics avant la signature de contrats publics à tous les niveaux de l'état, ainsi que sur leurs exécution.

« Approuvez-vous que soit établie l'obligation des audiences publiques pour que les citoyens et les corporados décident el desglose et prioritarisation du présupposé d'inversion de la Nation, les départements et les municipios, así como en la rendición de cuentas sobre su contratación y ejecución? »

5) Imposer aux députés de rendre public tous les ans leurs contacts avec toute forme d'intérêt privé.

« Approuvez-vous qu'il soit imposé aux députés et autres corporados de rendre compte chaque année de son assistance, des initiatives présentées, votations, débats, gestion d'intérêts particuliers ou lobbyistes, projets, partidas et inversiones publiques qu'il a géré et charges publiques pour lesquelles ils ont présenté des candidats? »

6) Imposer à tous les candidats à une charge publique de rendre publics leurs avoirs, déclarations de revenus et d'intérêts acquis avant leur candidature ; l'enquête peut s'étendre aux conjoints et aux proches jusqu'au quatrième degré.

« ¿Aprueba usted obligar a todos los electos mediante voto popular a hacer público a escrutinio de la ciudadanía sus declaraciones de bienes, patrimonio, rentas, pago de impuestos y conflictos de interés, como requisito para posesionarse y ejercer el cargo; incorporando la facultad de iniciar de oficio investigaciones penales y aplicar la extinción de dominio al elegido y a su potencial red de testaferros como su cónyuge, compañero o compañera permanente, a sus parientes dentro del cuarto grado de consanguinidad, segundo de afinidad y primero civil, y a sus socios de derecho o de hecho? »

7) Limiter les élus à trois mandats consécutifs à tous les niveaux de l'État (sauf le président de la République, déjà limité à un mandat unique non renouvelable).

« ¿Aprueba usted establecer un límite de máximo tres periodos para ser elegido y ejercer en una misma corporación de elección popular como el Senado de la República, la Cámara de Representantes, las Asambleas Departamentales, los Concejos Municipales y las Juntas Administradoras Locales? »

## Campagne et positions
La campagne est qualifiée de « campagne la plus sale de l'histoire » par la sénatrice Angelica Lozano. Les soutiens de la lutte contre la corruption affirment que les mensonges et la désinformation ont envahi les réseaux sociaux en amont du scrutin dans une tentative de retourner l'opinion publique. Des messages prétendraient ainsi qu'abaisser le salaire des membres du congrès provoquerait une chute du revenu minimum, ou que la constitution deviendrait plus facilement modifiable à la suite d'un vote positif.
L'ex-président Álvaro Uribe, qui avait soutenu le référendum pendant la campagne présidentielle jusqu'en avril 2018, change officiellement de position début aout après qu'une vidéo gênante a fuité le montrant rejeter l'initiative, à l'inverse de sa position publique, et espérer que le président nouvellement élu s'y oppose également. Uribe affirme alors que ces projets de loi doivent venir du Congrès de la république de Colombie et non de la population. Son parti, le Centre démocratique (CD) le rejoint dans un appel au boycott du scrutin afin d'invalider le résultat en faisant chuter la participation sous le quorum de 50 %. Alvaro Uribe, malgré son empêtrement dans de nombreux scandales de corruption et de crime de guerre liés aux FARC, reste l'un des hommes les plus influents de la scène politique colombienne,.
Le président Iván Duque élu en juin 2018 en tant que candidat du CD et protégé d'Uribe, maintient qu'il respectera le résultat du référendum populaire et ne s'y opposera pas, tout en annonçant préparer en parallèle un ensemble de projets de loi anti corruption, qu'il appelle à soutenir au lieu de l'initiative préparée par la sénatrice du parti d'opposition Alliance verte,. Ces projets de loi ne comportent plus l'abaissement du salaire maximum des élus, ni l'imposition de peines de prison ferme pour corruption.
Selon les sondages organisés auprès de la population, le Congrès est considéré comme l'institution la plus corrompue de Colombie, dont de nombreux membres sont accusés de liens avec les trafiquants de drogues ou avec les escadrons de la mort. Vingt-quatre des cent huit sénateurs s'abstiennent ainsi lors du vote du projet de référendum dans l'espoir de l'invalider. Sur les 268 membres élus lors des législatives du 11 mars, 42 font face à des mises en accusation, entre autres pour des affaires de corruption. Les membres du congrès ont un revenu mensuel de plus de 31 millions de Pesos colombiens (environ 9 000 euros, soit plus que le président colombien lui-même). Selon un rapport de l'inspecteur général colombien, la corruption provoquerait une perte de l'équivalent de 4 % du PIB chaque année. Une enquête de Transparency International relève par ailleurs que 63 % des entreprises opérant dans le pays craignent de perdre des contrats si elles ne versent pas de pots-de-vin.

## Résultats
| Question                                 | Pour       | Pour  | Contre  | Contre |            | Valides | Valides | Blancs | Blancs | Nuls | Nuls       | Total      | Inscrits | Partici- pation | Quorum |
| Question                                 | Votes      | %     | Votes   | %      | Votes      | %       | Votes   | %      | Votes  | %    |            | Total      | Inscrits | Partici- pation | Quorum |
| ---------------------------------------- | ---------- | ----- | ------- | ------ | ---------- | ------- | ------- | ------ | ------ | ---- | ---------- | ---------- | -------- | --------------- | ------ |
| Limitation des salaires maximum          | 11 423 838 | 99,17 | 96 148  | 0,83   | 11 519 986 | 98,70   | 126 265 | 1,08   | 25 196 | 0,22 | 11 671 420 | 36 421 026 | 32,05    | 33,3 %          |        |
| Prison ferme obligatoire pour corruption | 11 463 662 | 99,43 | 52 834  | 0,57   | 11 521 048 | 98,70   | 130 892 | 1,12   | 21 226 | 0,18 | 11 673 166 | 36 421 026 | 32,05    | 33,3 %          |        |
| Marchés publics obligatoires             | 11 428 985 | 99,60 | 70 414  | 0,40   | 11 503 955 | 98,58   | 146 214 | 1,25   | 19 728 | 0,17 | 11 669 897 | 36 421 026 | 32,04    | 33,3 %          |        |
| Audits publics obligatoires              | 11 396 597 | 99,12 | 101 333 | 0,88   | 11 502 484 | 98,55   | 149 754 | 1,28   | 19 186 | 0,16 | 11 671 424 | 36 421 026 | 32,05    | 33,3 %          |        |
| Déclaration de contact avec des lobbys   | 11 461 685 | 99,39 | 45 548  | 0,61   | 11 511 586 | 98,67   | 136 951 | 1,17   | 18 706 | 0,16 | 11 667 243 | 36 421 026 | 32,03    | 33,3 %          |        |
| Déclaration de revenus                   | 11 426 964 | 99,54 | 65 075  | 0,46   | 11 496 387 | 98,53   | 152 266 | 1,31   | 18 776 | 0,16 | 11 667 429 | 36 421 026 | 32,03    | 33,3 %          |        |
| Limitation du nombre de mandats          | 11 280 148 | 99,17 | 110 519 | 0,83   | 11 395 003 | 97,72   | 246 879 | 2,12   | 18 429 | 0,16 | 11 660 311 | 36 421 026 | 32,03    | 33,3 %          |        |

## Réactions
Malgré l'échec de la consultation au niveau légal, le chiffre de dix millions de colombiens ayant voté Oui est mis en avant comme un signal fort en faveur de mesures anti corruption dans le pays. La sénatrice Claudia Lopez estime au soir du scrutin que ce vote a « donné un mandat clair au gouvernement et au Congrès ». Angelica Lozano annonce pour sa part à la radio que « Comme prochaine étape […], nous présenterons mardi les sept projets de loi issus de ces sept mesures. Nous plaçons la balle dans le camp du Congrès ».
Le président Duque, qui s’était dit favorable à la consultation malgré le scepticisme de son parti, a appelé le Parlement à voter ses propres projets. « Au-delà des résultats d’aujourd’hui, il est clair que la Colombie n’en peut plus de la corruption, a-t-il déclaré. J’invite les parlementaires de tous les partis politiques à répondre à cette clameur citoyenne (…) avec la rapide appropriation de ce paquet législatif. ».